# Grabmal ehemals Ludwig Wagner
Das Grabmal ehemals Ludwig Wagner ist ein Denkmal in Darmstadt.

## Geschichte und Beschreibung
Das efeuumrankte Grabmal besteht aus einem großen Naturstein und zwei Bronze-Halbreliefs. 
Grabstelle: Waldfriedhof Darmstadt L 3b 2a